# 20. duben
20. duben je 110. den roku podle gregoriánského kalendáře (111. v přestupném roce). Do konce roku zbývá 255 dní. Svátek má Marcela.

## Události

### Česko
- 1849 – František Škroup na Žofíně poprvé diriguje Smetanovu Slavnostní předehru D dur
- 1854 – Z Ringhofferovy dílny vyjel první český železniční vagon. Odebírá je takřka celý svět, v jejich salonní verzi se vozí většina evropských panovníků. Do začátku 2. světové války vyvezla Ringhofferka 145 tisíc vozů všeho druhu.
- 1908 – Dnes došlo ke spojení Strany radikálně pokrokové a Strany radikálně státoprávní ve Stranu státoprávně pokrokovou. Toto nové politické seskupení požadovalo pro země Koruny české státní samostatnost.
- 1930 – Poprvé vyšla nedělní příloha Lidových novin
- 1977 – V Praze, v Branické ulici 41 proběhla premiéra hry Divadla Járy Cimrmana - Posel z Liptákova.
- 1990 – Federální shromáždění přijalo ústavní zákon o změně názvu Československé federativní republiky na Česká a Slovenská federativní republika (ČSFR) a ústavní zákon o státních symbolech.
- 1991 – V Olomouci začal ustanovující sjezd nové politické strany Občanské demokratické strany (ODS). Delegáti zde přijali stanovy a programové prohlášení „Cesta k prosperitě“.
- 2015 – V rámci aféry Zemanova prohlášení hrad začal zveřejňovat články Ferdinanda Peroutky, které považuje za kontroverzní.  Prezidentův mluvčí Jiří Ovčáček zároveň potvrdil, že ve starých číslech Přítomnosti pátrá po článku Hitler je gentleman.

### Svět
- 0295 – Osmý zaznamenaný průlet Halleyovy komety.
- 1139 – V Římě začal Druhý lateránský koncil  (10. ekumenický).
- 1303 – Papežskou bulou In Supremae praeminentia Dignitatis vydanou papežem Bonifácem VIII. byla založena Univerzita La Sapienza.
- 1519 – Španělský dobyvatel Hernán Cortés se vyloďuje v Mexiku  s cílem dobýt aztéckou říši. Jeho hlavním cílem však bylo nalézt bájné město zlata El Dorado.
- 1534 – Francouzský mořeplavec a objevitel Jacques Cartier se vydal se dvěma loděmi a posádkou 61 mužů na svou první plavbu do Ameriky.
- 1689 – Anglický král Jakub II. Stuart začal s obléháním Londonderry, protestantské tvrze v severním Irsku.
- 1777 – New York adoptuje státní ústavu jako nezávislý stát.
- 1792 – Revoluční Francie vyhlašuje válku Rakousku, Prusku a Sardinii. Začala první koaliční válka monarchistické Evropy proti Francii. Koalice se obávala především dalšího šíření revolučních idejí.
- 1841 – Edgar Allan Poe vydává Vraždy v ulici Morgue, což je považováno za první detektivku na světě.
- 1862 – Louis Pasteur dokončil první pokusy s pasterizací.
- 1867 – Královna Viktorie položila základní kámen Royal Albert Hall v Londýně
- 1884 – Papež Lev XIII. vydal encykliku Humanum Genus.
- 1902 – Pierre a Marie Curie extrahovali chlorid radia.
- 1926 – Western Electric a Warner Bros. představují Vitaphone, proces přidání zvuku do filmu.
- 1945 – Adolf Hitler naposledy vychází na povrch ze svého válečného bunkru, aby udělil Železný kříž vojákům z Hitlerjugend.
- 1978 – Korejské civilní letadlo bylo vojenskými stíhačkami donuceno  přistát v Sovětském svazu.
- 1998 – Rozpuštění Frakce Rudé armády.
- 1999 – Při masakru na Columbine High School v americkém Coloradu zemřelo dvanáct studentů a jeden učitel.
- 2010 – Havárie ropné plošiny Deepwater Horizon, která se stala nejhorší ropnou katastrofu v historii Spojených států amerických.

## Narození

### Česko

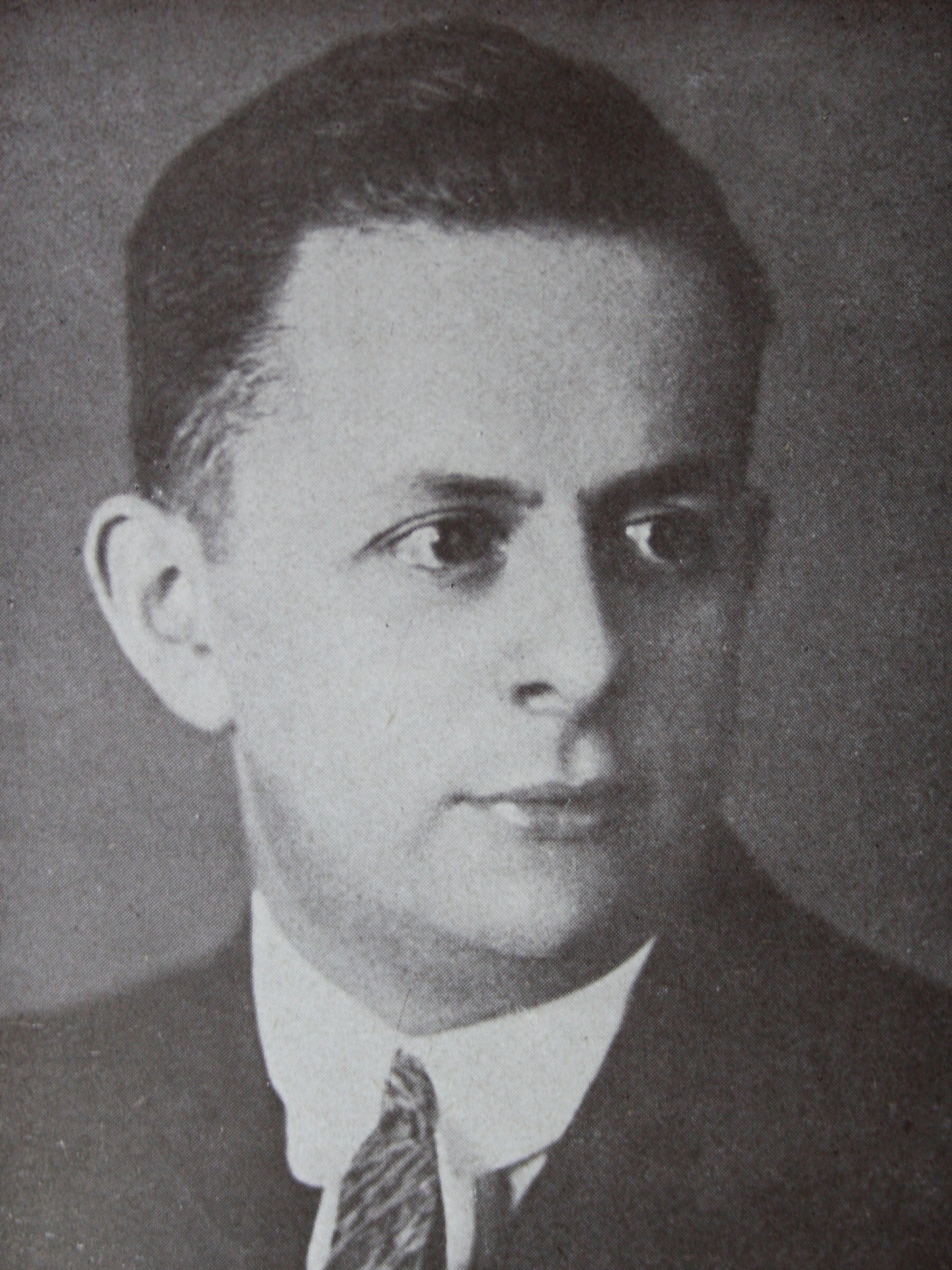
Josef Laufer (* 1891)

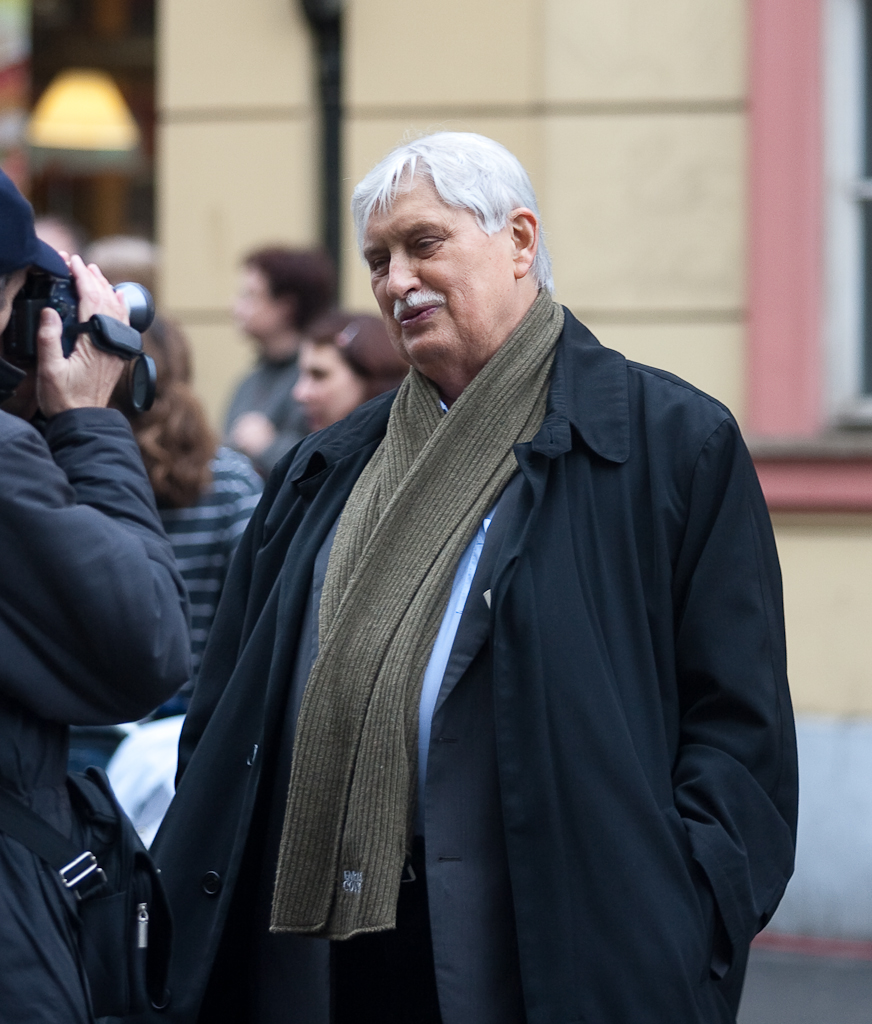
Jiří Dienstbier (* 1937)

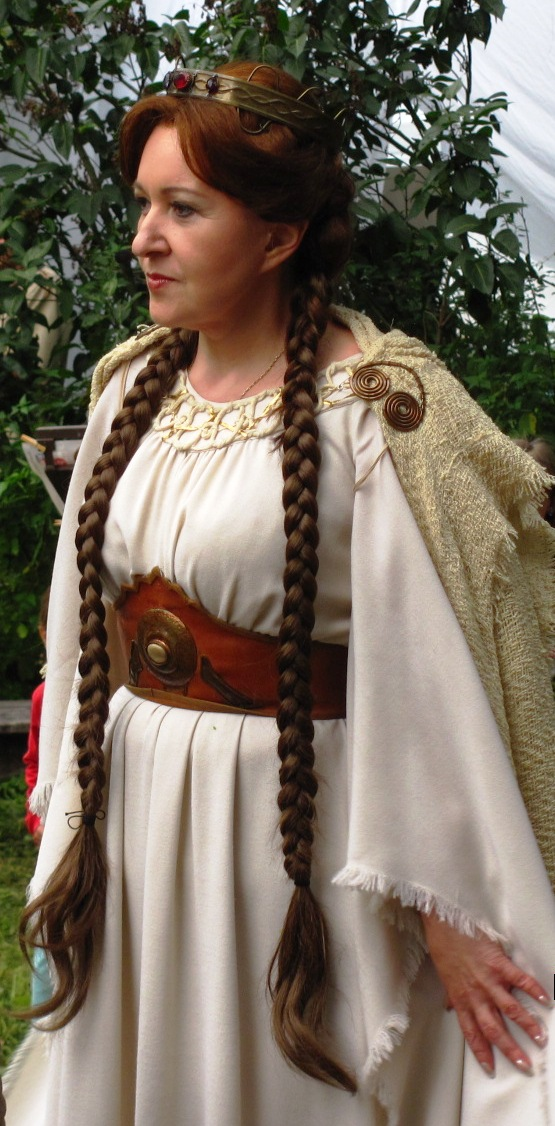
Eva Urbanová (* 1961)

- 1695 – Filip Sattler, olomoucký barokní sochař († 20. května 1738)
- 1727 – Josef Jáchym Redelmayer, malíř († 13. února 1788)
- 1788 – Jiří Döbler, kreslíř a rytec († 19. června 1845)
- 1792 – Josef August Hecht, lázeňský podnikatel a politik německé národnosti († 13. prosince 1861)
- 1793 – Jakub Filip Kulik, matematik († 28. února 1863)
- 1809 – František Plaček, právník a politik († 2. září 1888)
- 1841 – František Krišpín, malíř a ilustrátor († 30. prosince 1870)
- 1844 – Vojtěch Král z Dobré Vody, heraldik, sfragistik a cvičitel Sokola († 6. července 1913)
- 1847 – Alfred Slavík, geolog, mineralog, rektor ČVUT († 30. ledna 1907)
- 1853 – Šimon Wels, obchodník a spisovatel († 1. listopadu 1922)
- 1855 – Josef Zubatý, indolog († 21. března 1931)
- 1869 – Vojtěch Čipera, československý politik († 2. února 1927)
- 1871 – Josef Jerie, gynekolog († 1. dubna 1951)
- 1874 – Josef Rous, řezbář a restaurátor († 1. srpna 1942)
- 1879 – Václav Sladký, československý politik († 10. dubna 1940)
- 1880
  - Robert Guttmann, židovský naivní malíř († 14. března 1942)
  - Ladislav Ryšavý, překladatel z ruštiny († 9. října 1936)
- 1882 – Josef Václav Najman, čs. ministr železnic a ministr průmyslu, obchodu a živností († 4. prosince 1937)
- 1885 – Gustav Peters, spisovatel, poslanec Národního shromáždění ČSR († ? 1959)
- 1886 – Jaroslav Josef Polívka, stavební inženýr († 9. února 1960)
- 1888 – Bohumil Matějů, duchovní a hudební skladatel († 31. prosince 1939)
- 1891 – Josef Laufer, sportovní redaktor a komentátor († 19. října 1966)
- 1893 – Hermann Ungar, moravský prozaik († 28. října 1929)
- 1913 – Jan Anastáz Opasek, římskokatolický duchovní, básník, teolog († 24. srpna 1999)
- 1914 – Bohumil Sucharda, ministr financí Československa († 2009)
- 1915 – Miroslav Křičenský, voják a příslušník výsadku Iridium († 15. března 1943)
- 1920 – Záviš Bochníček, astronom († 23. února 2002)
- 1921 – František Holý, voják a příslušník výsadku Courier-5 († 21. ledna 1945)
- 1923 – Naděžda Sobotková, tanečnice, baletní mistryně a pedagožka († 20. března 2014)
- 1924
  - Jiří Rathouský, český tvůrce písma, typograf a pedagog († 5. září 2003)
  - Miroslav Komárek, jazykovědec († 15. srpna 2013)
- 1925
  - Emil Dvořák, jazykovědec († 8. ledna 1983)
  - Jiří Procházka, scenárista, prozaik, dramatik a dramaturg († 19. května 1993)
- 1937 – Jiří Dienstbier, politik († 8. ledna 2011)
- 1943
  - Milan Černohouz, zpěvák a podnikatel († 1. června 2020)
  - Alena Bartošíková, spisovatelka
- 1944 – Jiří Franěk, novinář a komentátor († 25. ledna 2011)
- 1947 – Eduard Vacek, prozaik, básník a publicista
- 1948 – Jan Pirk, kardiochirurg
- 1949 – Vladimír Soukup, spisovatel a žurnalista
- 1950 – Jiří Našinec, romanista, překladatel z rumunštiny, francouzštiny a moldavštiny
- 1955
  - Martin Bezouška, scenárista a dramaturg
  - Jan Royt, historik umění
- 1959 – Vladimír Balaš, český právník mezinárodního významu
- 1960
  - Petr Kvíčala, malíř a pedagog
  - Ludvík Vébr, veslař-kormidelník, olympionik, docent ČVUT
- 1961
  - Jaromír Klepáč, klavírista
  - Eva Urbanová, operní pěvkyně
- 1963 – Milan Volf, politik, primátor Kladna
- 1966 – Hana Moudrá, politička
- 1973 – Zbyněk Hauzr, fotbalista
- 1986 – Ondřej Honka, fotbalista
- 1981 – Radka Kocurová, modelka a moderátorka

### Svět

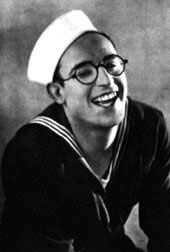
Harold Lloyd (* 1893)

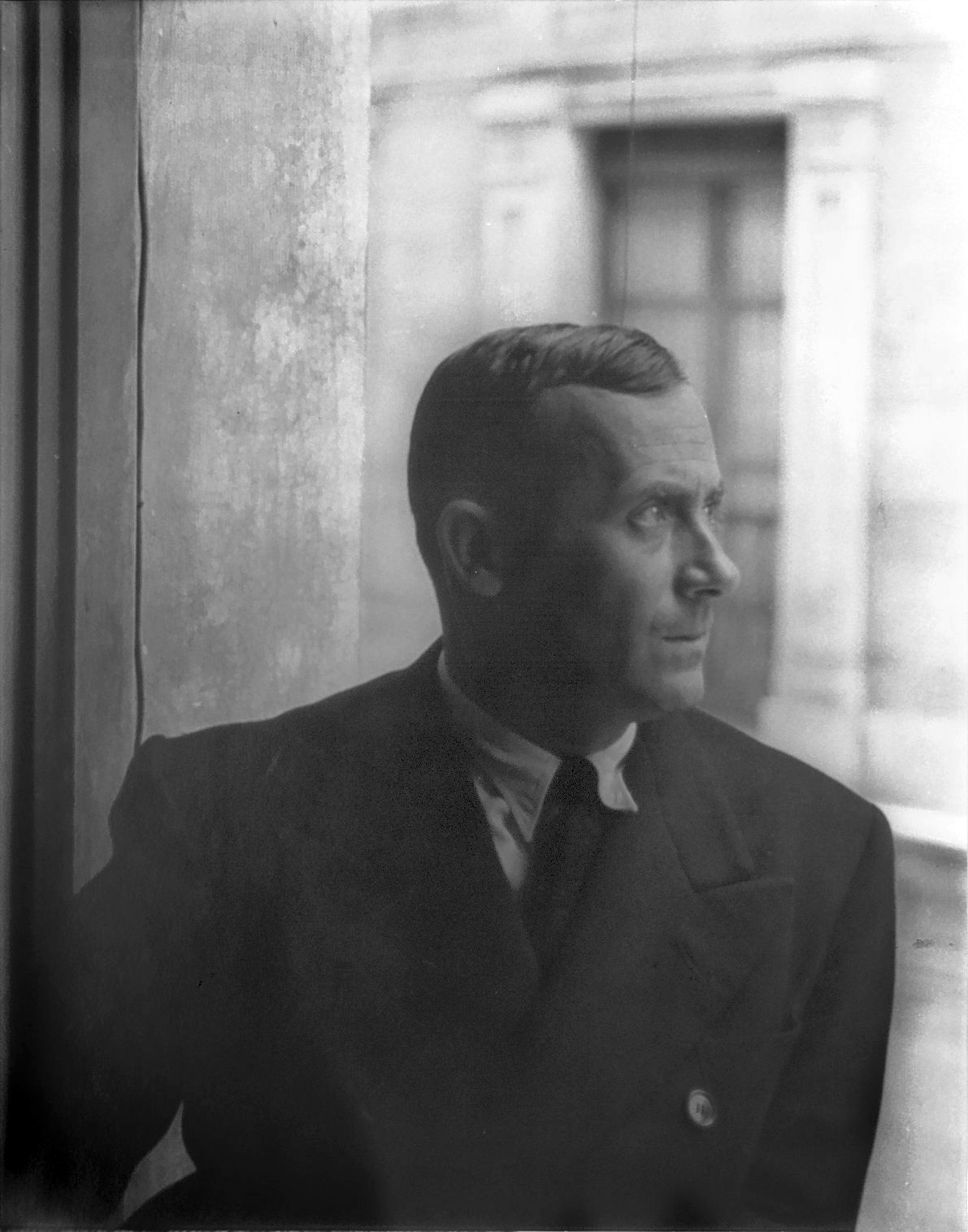
Joan Miró (* 1893)

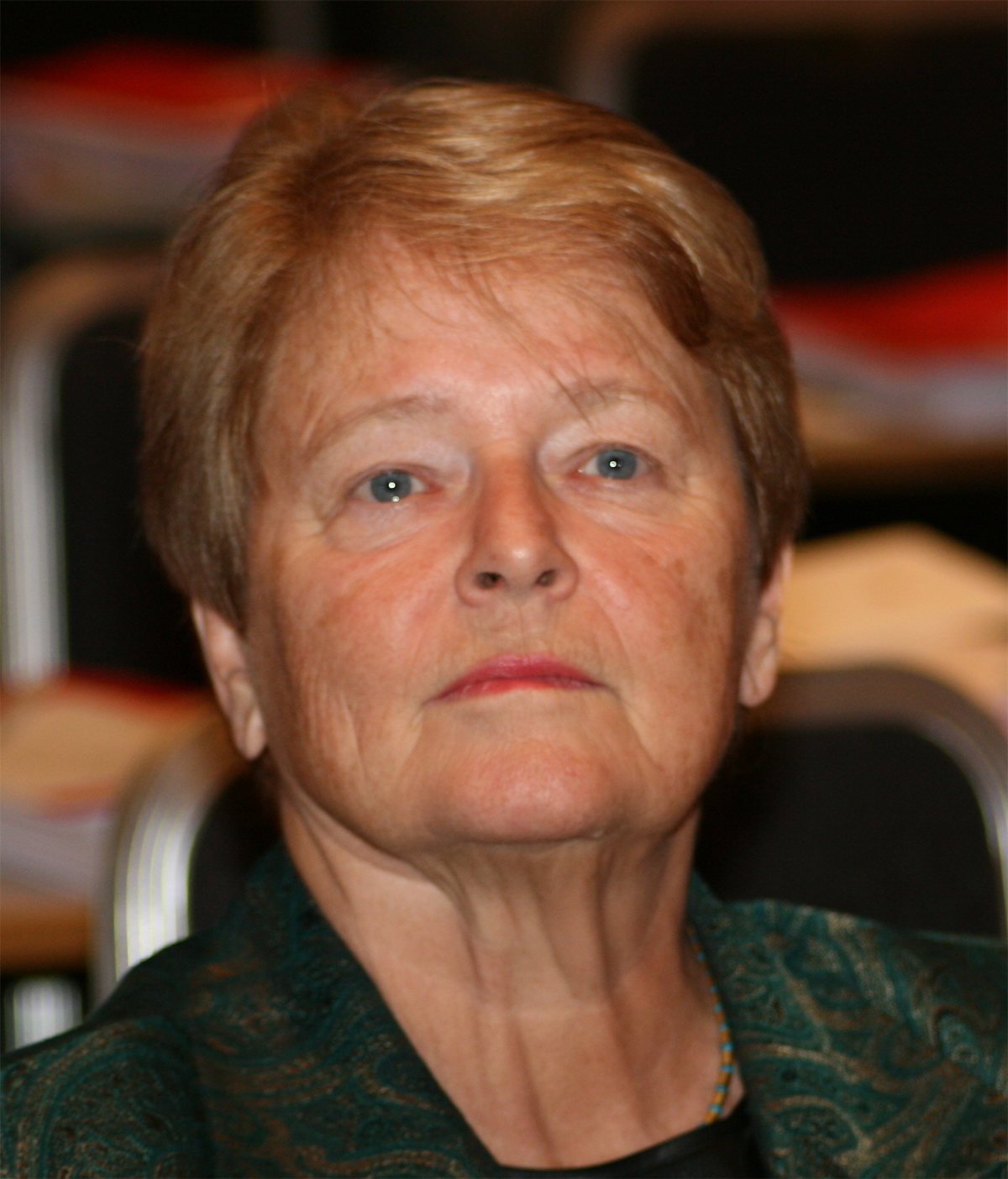
Gro Harlem Brundtlandová (* 1939)

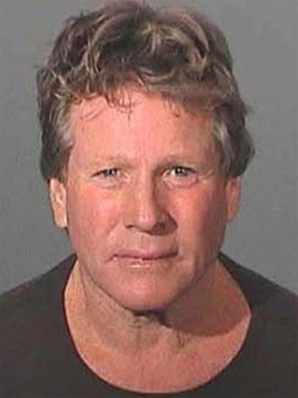
Ryan O'Neal (* 1941)

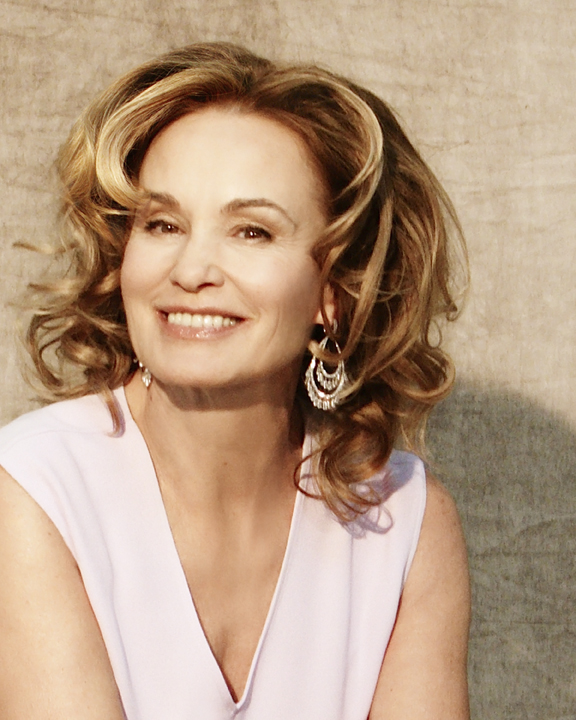
Jessica Langeová (* 1949)

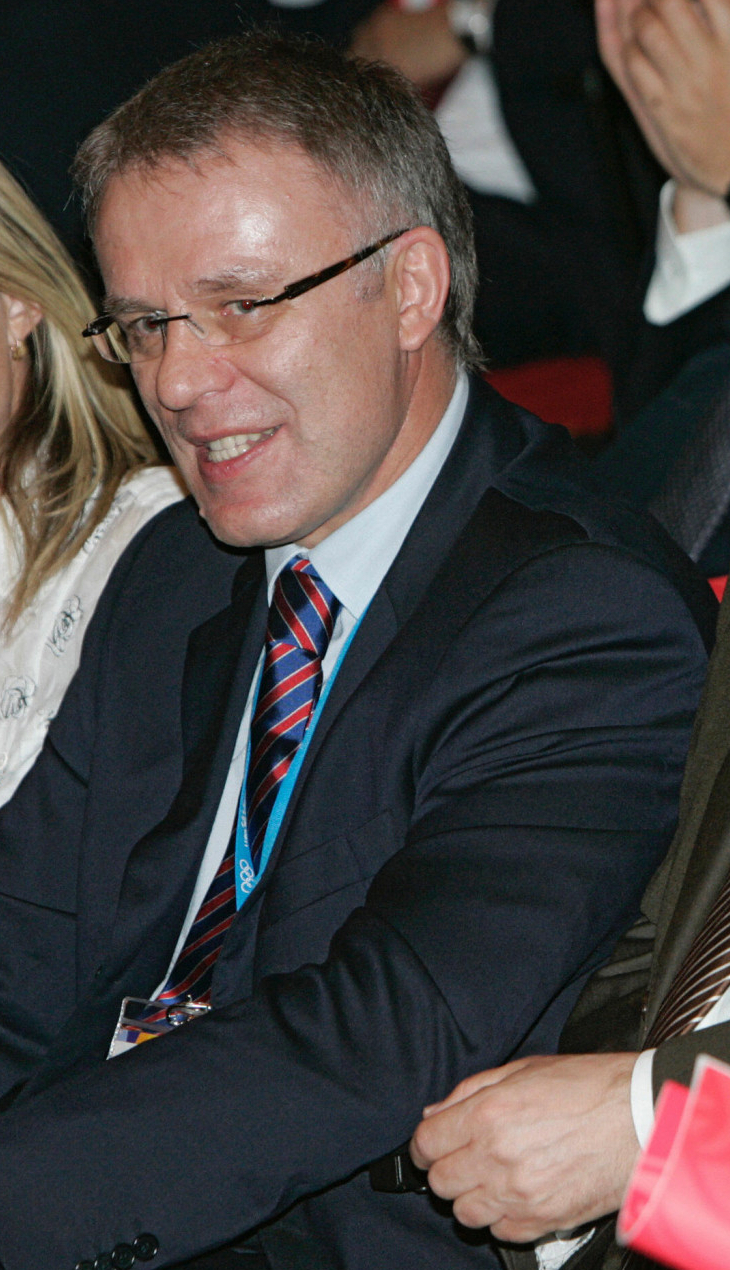
Vjačeslav Fetisov (* 1959)

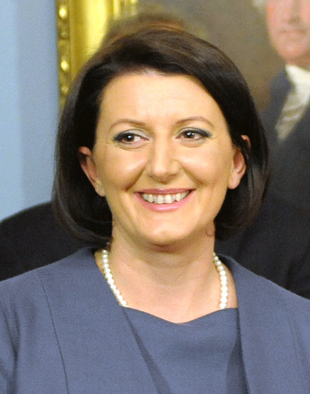
Atifete Jahjaga (* 1975)

- 1141 – Eisai, japonský buddhistický mnich († 5. července 1215)
- 1492 – Pietro Aretino, italský spisovatel († 21. října 1556)
- 1544 – Renata Lotrinská, bavorská vévodkyně († 22. května 1602)
- 1586 – Svatá Růžena Limská, první kanonizovaná osoba na jihoamerickém kontinentu († 24. srpna 1617)
- 1589 – Kazimír Falcko-Zweibruckenský, německý šlechtic († 18. června 1652)
- 1699 – Johann Christoph von Dreyhaupt, německý právník a historik († 13. prosince 1768)
- 1715 – Saliha Sultan, osmanská princezna a dcera sultána Ahmeda III. († 11. října 1778)
- 1718 – David Brainerd, americký misionář amerických indiánů († 9. října 1747)
- 1745 – Philippe Pinel, francouzský lékař († 25. října 1826)
- 1761 – Şah Sultan, osmanská princezna a dcera sultána Mustafy III. († 11. března 1803)
- 1768 – Matías de Córdova, guatemalský básník († 17. října 1828)
- 1771 – Samuel Linde, polský pedagog, jazykovědec a lexikograf († 8. srpna 1847)
- 1796 – Francis Thornhill Baring, britský politik († 6. září 1866)
- 1805 – Franz Xaver Winterhalter, německý malíř († 8. července 1873)
- 1807 – Aloysius Bertrand, francouzský básník a spisovatel († 29. dubna 1841)
- 1808
  - Auguste Léopold Protet, francouzský kontradmirál († 17. května 1862)
  - Napoleon III., francouzský císař († 9. ledna 1873)
- 1818 – Heinrich Göbel, hodinář a vynálezce († 4. prosince 1893)
- 1837 – Georg Ossian Sars, norský mořský biolog († 9. dubna 1927)
- 1839 – Karel I. Rumunský, rumunský král († 10. října 1914)
- 1846
  - Alexandre de Serpa Pinto, portugalský cestovatel († 28. prosince 1900)
  - Vjačeslav von Pleve, ruský ministr vnitra († 28. července 1904)
- 1848 – Kurd Lasswitz, německý spisovatel († 17. října 1910)
- 1849 – Nikolaj Ivanovič Něbogatov, kontradmirál ruského carského námořnictva († 4. srpna 1922)
- 1850 – Jean-François Raffaëlli, francouzský malíř a sochař († 11. února 1924)
- 1851 – Eduardo Acevedo Díaz, uruguayský spisovatel († 18. června 1924)
- 1857 – Herman Bang, dánský spisovatel († 29. ledna 1912)
- 1868 – Charles Maurras, francouzský spisovatel († 16. listopadu 1952)
- 1873
  - Gonbožab Cybikov, ruský cestovatel, etnograf a orientalista († 20. září 1930)
  - Wojciech Korfanty, vicepremiér Polské republiky († 17. srpna 1939)
- 1879 – Italo Gariboldi, italský generál († 3. února 1970)
- 1881 – Nikolaj Jakovlevič Mjaskovskij, ruský hudební skladatel a kritik († 8. srpna 1950)
- 1884 – Oliver Kirk, americký boxer, olympijský vítěz († 14. března 1960)
- 1888 – Ibó Takahaši, japonský viceadmirál během druhé světové války († 18. března 1947)
- 1889 – Adolf Hitler, německý nacistický vůdce († 30. dubna 1945)
- 1890 – Adolf Schärf, prezident Rakouska († 28. února 1965)
- 1893
  - Harold Lloyd, americký filmový herec († 8. března 1971)
  - Joan Miró, katalánský malíř, sochař a keramik († 25. prosince 1983)
- 1900 – Karol Pekník, slovenský generál, protifašistický bojovník († 1. listopadu 1944)
- 1901 – Michel Leiris, francouzský spisovatel a etnograf († 30. září 1990)
- 1903 – Nikolaus Heilmann, nacistický důstojník († 4. ledna 1945)
- 1904 – Ibrahim Moustafa, egyptský zápasník, zlato na OH 1928 († 11. října 1968)
- 1908 – Lionel Hampton, americký jazzový vibrafonista († 31. srpna 2002)
- 1913 – Willi Hennig, německý biolog († 5. listopadu 1976)
- 1918 – Kai Manne Börje Siegbahn, švédský fyzik, Nobelova cena za fyziku 1981 († 20. července 2007)
- 1921 – Katarína Kolníková, slovenská herečka († 29. května 2006)
- 1922 – Ignác Bizmayer, slovenský keramik († 15. srpna 2019)
- 1923
  - Matka Angelica, americká řeholnice, zakladatelka EWTN († 27. března 2016)
  - Tito Puente, americký hudebník († 31. května 2000)
- 1924 – Leslie Phillips, britský herec († 7. listopadu 2022)
- 1927
  - Karl Alexander Müller, švýcarský fyzik, Nobelova cena za fyziku 1987  († 9. ledna 2023)
  - Phil Hill, americký automobilový závodník († 29. srpna 2008)
- 1935 – Mario Camus, španělský filmový režisér, scenárista, spisovatel a herec († 18. září 2021)
- 1937 – George Takei, americký herec japonského původu
- 1938 – Betty Cuthbertová, australská atletka, čtyřnásobná olympijská vítězka († 6. srpna 2017)
- 1939 – Gro Harlem Brundtlandová, norská politička
- 1940 – Tim Drummond, americký baskytarista († 10. ledna 2015)
- 1941
  - Márton Moyses, sedmihradský maďarský básník († 13. května 1970)
  - Ryan O'Neal, americký herec († 8. prosince 2023)
- 1942
  - Viktor Suvorov, ruský vojenský historik
  - Arto Paasilinna, finský spisovatel († 15. října 2018)
- 1943
  - John Eliot Gardiner, britský dirigent
  - Edie Sedgwick, americká herečka († 16. listopadu 1971)
- 1944 – Konrad Feilchenfeldt, švýcarsko-německý literární teoretik
- 1945
  - Michael Brandon, americký herec
  - Thein Sein, prezident Myanmaru
  - Naftali Temu, keňský atlet, běžec na dlouhé tratě, olympijský vítěz († 10. března 2003)
  - Gregory Olsen, třetí kosmický turista na světě
- 1947 – Nikoloz Lekišvili, gruzínský fyzik, ekonom a politik, předseda vlády († 3. ledna 2025)
- 1948 – Craig Frost, americký hráč na klávesové nástroje
- 1949
  - Veronica Cartwright, britská herečka
  - Jessica Lange, americká divadelní a filmová herečka
  - Alexandr Malcev, ruský hokejový útočník
- 1950 – Alexandr Ivanovič Lebeď, ruský politik († 28. dubna 2002)
- 1951 – Viktor Šalimov, ruský lední hokejista
- 1954 – David Paterson, guvernér státu New York, slepec
- 1955 – Donald Pettit, americký astronaut
- 1958 – Vjačeslav Fetisov, ruský hokejista
- 1964 – Andy Serkis, anglický herec
- 1967 – Mike Portnoy, americký bubeník
- 1970
  - Alexander Arotin, rakouský režisér
  - Avišaj Kohen, izraelský jazzový kontrabasista
- 1972 – Carmen Electra, americká modelka a herečka
- 1975 – Atifete Jahjagová, kosovská politička
- 1976 – Joey Lawrence, americký herec
- 1978 – Sandra Hüller, německá herečka
- 1983 – Miranda Kerr, australská topmodelka
- 1984 – Nelson Évora, portugalský atlet
- 1985 – Brent Seabrook, kanadský lední hokejista
- 1997 – Alexander Zverev, německý tenista

## Úmrtí

### Česko

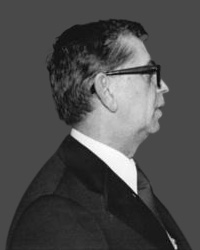
Vlastimil Brodský († 2002)

- 1468 – Martin Lupáč, český husitský teolog a diplomat
- 1762 – Jan Václav Regner z Kličína, generální vikář litoměřické diecéze (* 1692)
- 1876 – Kazimír Tomášek, kněz a národní buditel (* 9. dubna 1817)
- 1895 – Bernard Otto Seeling, český sochař (* 12. března 1850)
- 1896 – Anton Jahnel, rakouský a český politik německé národnosti (* 1. května 1825)
- 1906 – Karel Liebscher, malíř (* 24. února 1851)
- 1907 – Emanuel Dyk, český politik (* 17. října 1852)
- 1925 – Wilhelm Kiesewetter, český novinář a politik německé národnosti (* 27. prosince 1853)
- 1931 – Gabriel Pecháček, český katolický teolog (* 25. října 1855)
- 1932 – Bedřich Bendelmayer, český architekt (* 8. dubna 1872)
- 1937 – Josef Mařatka, český sochař (* 21. května 1874)
- 1944 – Stanislav Srazil, voják a příslušník výsadku Antimony (* 7. května 1919)
- 1945 – Josef Jílek, katolický kněz, člen protinacistického odboje (* 19. října 1908)
- 1950 – Jan Cais, generální vikář českobudějovické diecéze (* 1. dubna 1878)
- 1953
  - Radim Drejsl, skladatel, klavírista a dirigent (* 29. dubna 1923)
  - Jindřich Honzl, český režisér a divadelní teoretik (* 14. května 1894)
- 1958 – František Havel, český generál (* 23. srpna 1883)
- 1970 – Jaroslav Vojta, český herec (* 27. prosince 1888)
- 1980 – Jan Alfréd Holman, filmový režisér, producent a scenárista (* 17. dubna 1901)
- 1992 – Josef Macůrek, český historik (* 31. března 1901)
- 1997 – Bedřich Prokoš, český herec a ředitel Národního divadla (* 23. října 1912)
- 2002 – Vlastimil Brodský, český herec (* 15. prosince 1920)
- 2003 – Miloš Vavruška, český herec (* 25. srpna 1924)
- 2008 – Jiří Kalach, český hudební skladatel (* 9. března 1934)
- 2013 – Juraj Šajmovič, kameraman, herec a scenárista (* 28. dubna 1932)
- 2014 – Vladimír Vopálka, český právník a vysokoškolský pedagog (* 28. června 1952)
- 2015 – Václav Rabas, varhaník, publicista, hudební pedagog a politik (* 14. srpna 1933)
- 2017
  - Jana Dudková, česká dramaturgyně a scenáristka (* 1. října 1931)
  - Alexander Bílek, atlet, chodec (* 20. ledna 1941)
- 2019 – Luděk Bukač, hokejista a trenér (* 4. srpna 1935)

### Svět

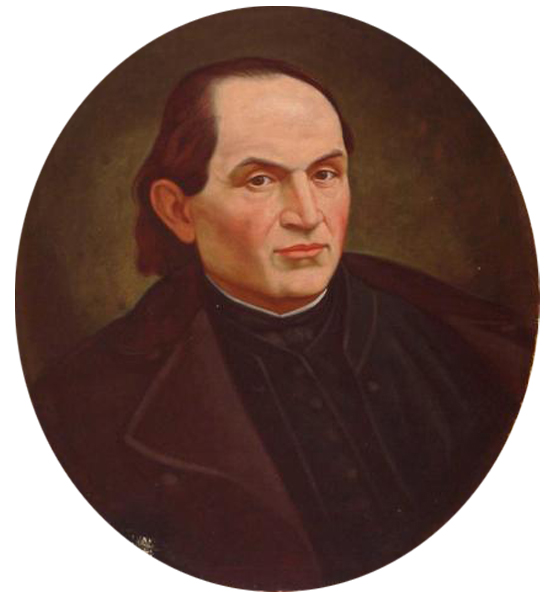
Andrej Sládkovič († 1872)

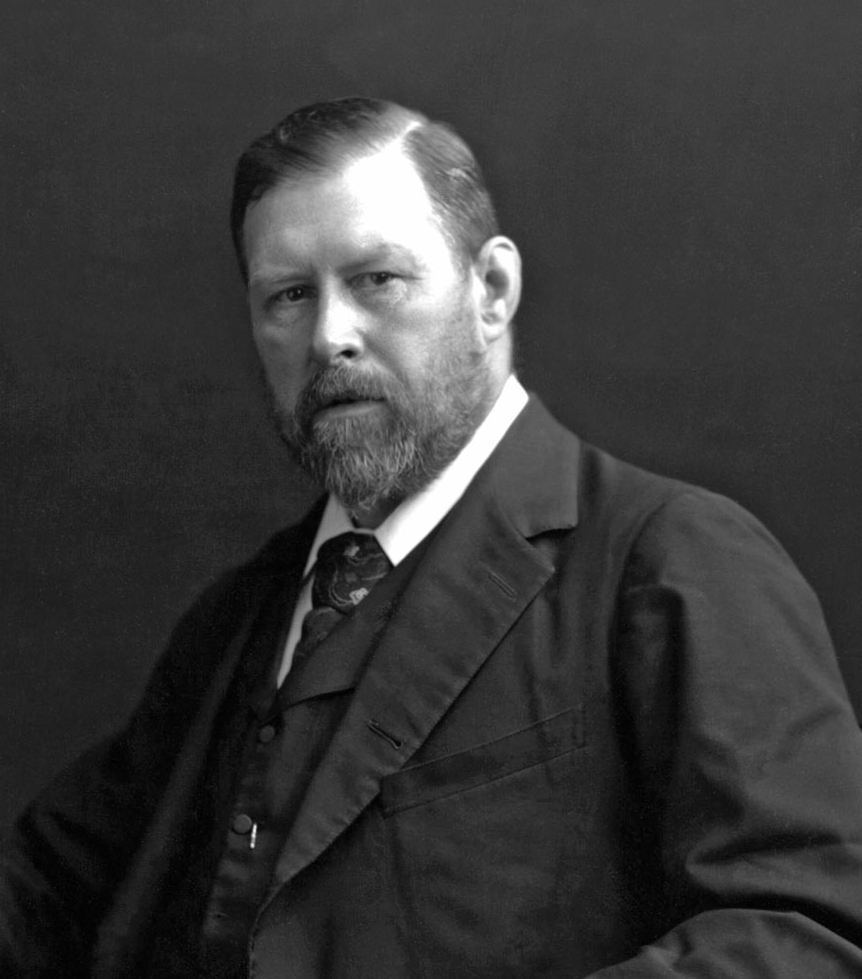
Bram Stoker († 1912)

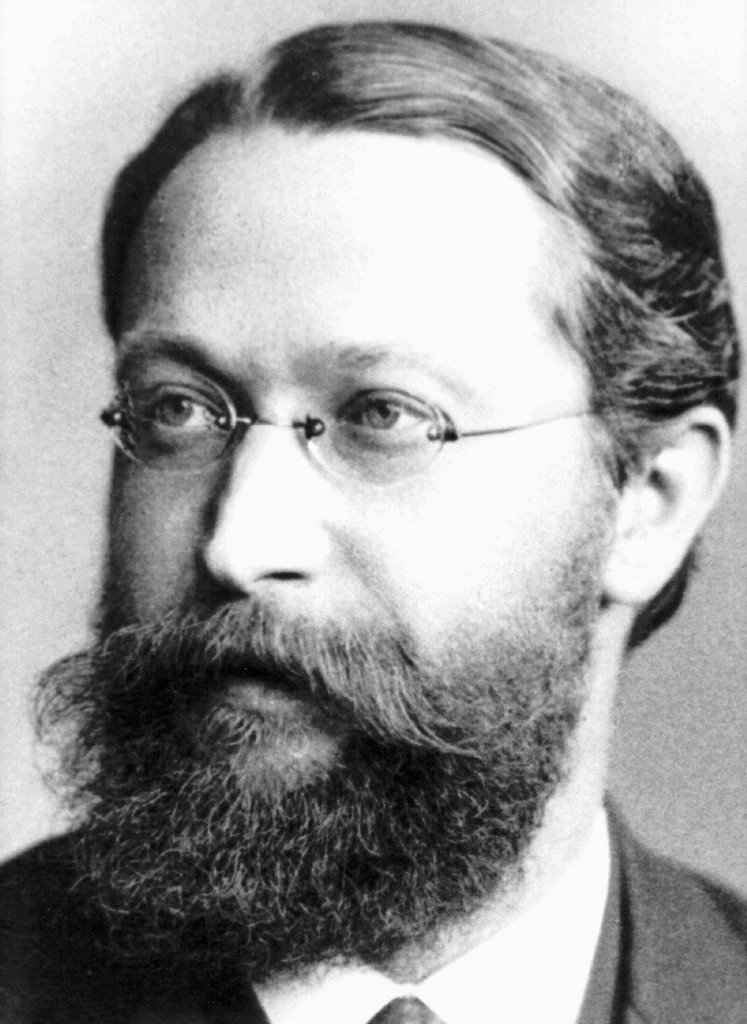
Karl Ferdinand Braun († 1918)

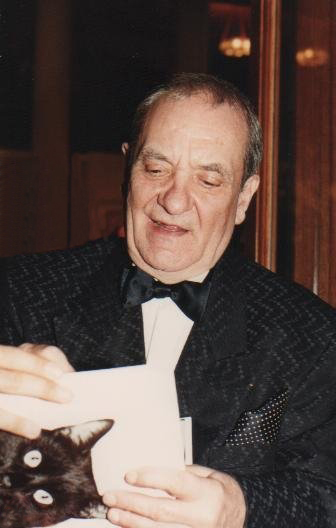
Jean Carmet († 1994)

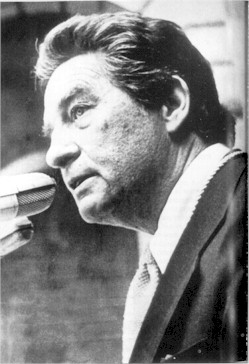
Octavio Paz († 1998)

- 1164 – Viktor IV. (1159–1164), vzdoropapež (* 1095)
- 1241 – Gautier Cornut, francouzský arcibiskup v Sens
- 1314 – Klement V., 195. papež římskokatolické církve (* 1264)
- 1375 – Eleonora Sicilská, královna Aragonie, Valencie, Sardinie, Korsiky a Mallorky (* 1325)
- 1521 – Čeng-te, čínský císař (* 26. října 1491)
- 1589 – Pavel Fabricius, osobní lékař císaře Maxmiliána II., přírodovědec (* 1519)
- 1643 – Christoph Demantius, německý skladatel (* 15. prosince 1567)
- 1690 – Marie Anna Bavorská, francouzská dauphinka (* 28. listopadu 1660)
- 1695 – Georg Caspar Wecker, německý barokní varhaník a hudební skladatel (* 2. dubna 1632)
- 1707 – Johann Christoph Denner, vynálezce klarinetu (* 16. srpna 1655)
- 1769 – Pontiac, indiánský náčelník, vůdce protibritského povstání (* 1720)
- 1781 – Abram Petrovič Gannibal, ruský vojenský a politický činitel černošského původu (* 1696)
- 1783 – František Antonín Raab, rakouský národohospodář, autor raabizace (* 21. prosince 1722)
- 1799 – William McCoy, skotský námořník a vzbouřenec (* 1763)
- 1808 – Marie Bádenská, brunšvicko-wolfenbüttelská vévodkyně (* 7. září 1782)
- 1812 – George Clinton, americký státník, viceprezident USA (* 26. července 1739)
- 1821 – Franz Karl Achard, pruský chemik a vynálezce (* 28. dubna 1753)
- 1836 – Johann I. z Lichtenštejna, lichtenštejnský kníže (* 26. června 1760)
- 1842 – Bon-Adrien-Jeannot de Moncey, francouzský maršál (* 31. července 1754)
- 1866 – Stanisław Hernisz, polský bojovník za svobodu a spisovatel (* 1805)
- 1867 – John Bozeman, americký podnikatel v hornictví a mecenáš (* leden 1835)
- 1869 – Carl Loewe, německý hudební skladatel, zpěvák a dirigent (* 30. listopadu 1796)
- 1872 – Andrej Sládkovič, slovenský básník (* 30. března 1820)
- 1879 – Ljudevit Gaj, chorvatský politik a spisovatel (* 8. července 1809)
- 1883 – Wilhelm Peters, německý přírodovědec (* 22. dubna 1815)
- 1899 – Charles Friedel, francouzský chemik (* 12. března 1832)
- 1912 – Bram Stoker, irský spisovatel (* 8. listopadu 1847)
- 1918
  - Paul Gautsch, rakouský politik (* 26. února 1851)
  - Karl Ferdinand Braun, německý fyzik, nositel Nobelovy ceny (* 6. června 1850)
- 1920 – Pierre Daniel Chantepie de la Saussaye, nizozemský religionista (* 9. dubna 1848)
- 1925 – Herbert Lawford, britský tenista, (* 15. května 1851)
- 1927 – Enrique Simonet, španělský malíř (* 2. února 1866)
- 1931
  - Matthias Eldersch, ministr spravedlnosti a vnitra Rakouska (* 24. února 1869)
  - Cosmo Duff-Gordon, pátý baronet z Halkinu (* 22. července 1862)
- 1932
  - Giuseppe Peano, italský matematik a filosof (* 27. srpna 1858)
  - Paul Vittorelli, předlitavský právník, soudce a politik (* 9. března 1851)
- 1939 – František Salvátor Rakousko-Toskánský, rakouský arcivévoda a generál (* 21. srpna 1866)
- 1942 – Eduard Urx, český komunistický politik a básník (* 29. ledna 1903)
- 1944 – George Grantham Bain, americký fotograf (* 7. ledna 1865)
- 1945
  - Paul Thümmel, agent Abwehru i čs. rozvědky (* 15. ledna 1902)
  - Wacław Sieroszewski, polský spisovatel (* 24. srpna 1858)
- 1947 – Kristián X., dánský a islandský král (* 26. září 1870)
- 1960 – Paul Fort, francouzský básník (* 1. února 1872)
- 1964
  - Georg Johansson-Brandius, švédský hokejista (* 10. května 1898)
  - August Sander, německý fotograf (* 17. listopadu 1876)
- 1966 – Warren Miller, americký spisovatel (* 31. srpna 1921)
- 1969 – Ambróz Lazík, slovenský biskup (* 7. prosince 1897)
- 1970 – Paul Celan, rumunský básník (* 23. listopadu 1920)
- 1975 – John Vachon, americký fotograf (* 19. května 1914)
- 1978 – Ferdinand Peroutka, český publicista (* 6. února 1895)
- 1988 – Gil Evans, kanadský klavírista (* 13. května 1912)
- 1991
  - Antônio de Castro Mayer, brazilský katolický duchovní a teolog (* 20. června 1904)
  - Steve Marriott, britský zpěvák (* 30. ledna 1947)

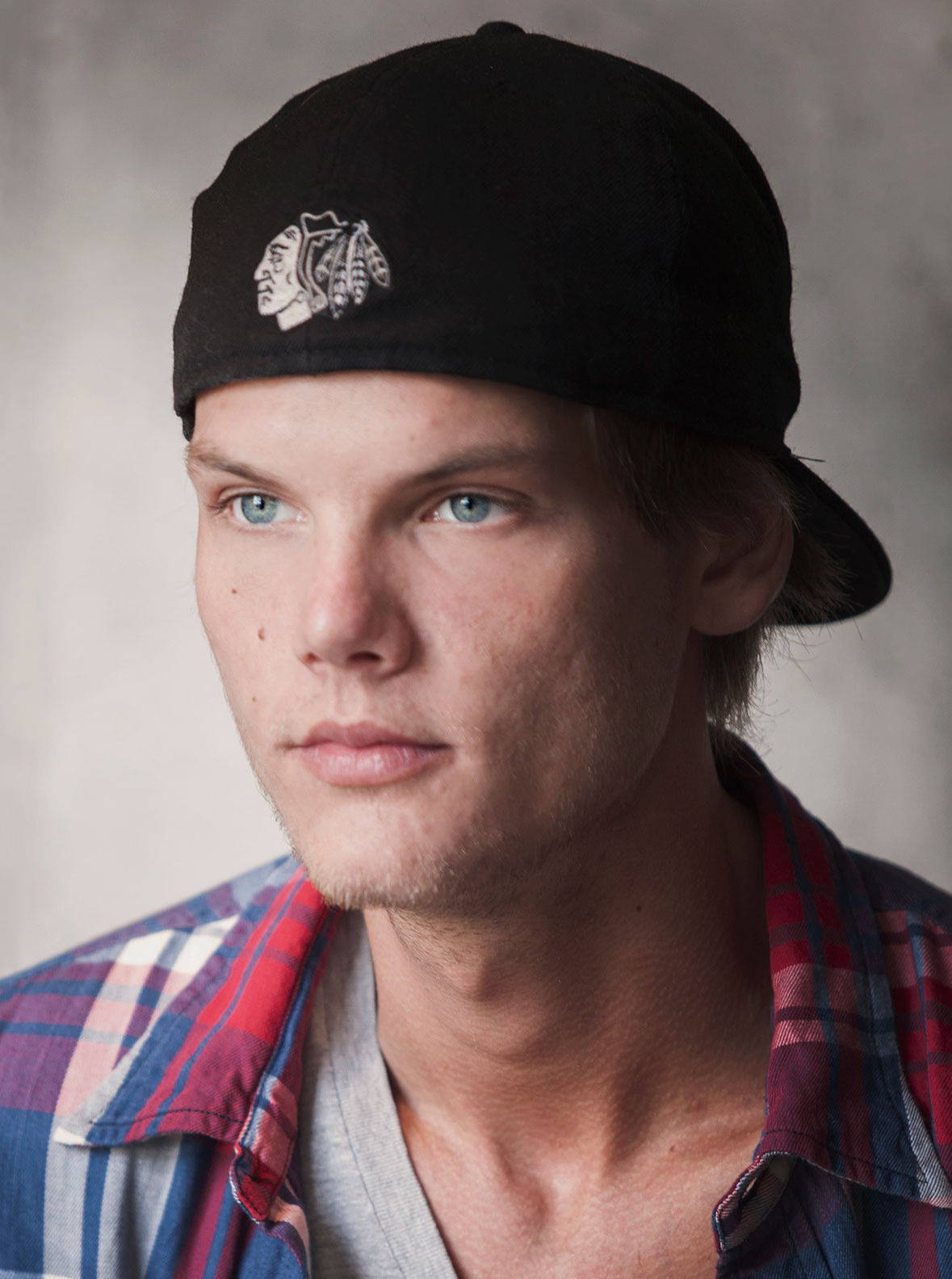
Avicii († 2018)

- Avicii († 2018)1992 – Benny Hill, anglický komik (* 21. ledna 1924)
- 1994
  - Jean Carmet, francouzský herec a scenárista (* 25. dubna 1920)
  - Uzi Kalchheim, izraelský rabín, činný i v Praze (* 17. září 1935)
- 1995 – Milovan Djilas, srbský politik a marxistický teoretik (* 4. června 1911)
- 1998 – Octavio Paz, mexický básník (* 31. března 1914)
- 2000 – Ivan Čajda, slovenský spisovatel (* 9. dubna 1921)
- 2003 – Teddy Edwards, americký saxofonista (* 26. dubna 1924)
- 2007 – Andrew Hill, americký klavírista (* 30. června 1931)
- 2012
  - Bert Weedon, britský kytarista (* 10. května 1920)
  - Joe Muranyi, americký klarinetista (* 14. ledna 1928)
- 2014 – Rubin Carter, americký boxer (* 6. května 1937)
- 2018 – Avicii, švédský DJ (* 8. září 1989)
- 2019 – Peter Colotka, slovenský a československý komunistický politik a dlouholetý předseda vlády Slovenské socialistické republiky (* 10. ledna 1925)
- 2023 – Josep Fusté, španělský fotbalista (* 15. dubna 1941)
- 2024 – Gediminas Kirkilas, litevský politik (* 30. srpen 1951)

## Svátky

### Česko
- Marcela, Marcelína
- Odeta, Odetína
- Domicila

### Svět
- Světový den marihuany
- Slovensko – Marcel
- OSN – Den čínštiny

| 20. duben v pražském KlementinuÚdaje jsou platné k 11. 3. 2025. | 20. duben v pražském KlementinuÚdaje jsou platné k 11. 3. 2025. | 20. duben v pražském KlementinuÚdaje jsou platné k 11. 3. 2025. |
| minimum                                                         | denní průměr                                                    | maximum                                                         |
| --------------------------------------------------------------- | --------------------------------------------------------------- | --------------------------------------------------------------- |
| −2,5 °C (1938)                                                  | 11,2 °C (od 1961)                                               | 26,5 °C (2018)                                                  |